# Rhodobates unicolor
Rhodobates unicolor är en fjärilsart som beskrevs av Otto Staudinger 1871. Rhodobates unicolor ingår i släktet Rhodobates och familjen äkta malar. Inga underarter finns listade.